# Монро (Ајова)
Монро (енгл. Monroe) град је у америчкој савезној држави Ајова. По попису становништва из 2010. у њему је живело 1.830 становника.

## Демографија
Према попису становништва из 2010. у граду је живело 1.830 становника, што је 22 (1,2%) становника више него 2000. године.
| Група             | 2000.         | 2010.         |
| Белци             | 1.771 (98,0%) | 1.797 (98,2%) |
| Афроамериканци    | 3 (0,2%)      | 5 (0,3%)      |
| Азијати           | 8 (0,4%)      | 10 (0,5%)     |
| Хиспаноамериканци | 14 (0,8%)     | 11 (0,6%)     |
| Укупно            | 1.808         | 1.830         |